# Boom-Schlucht

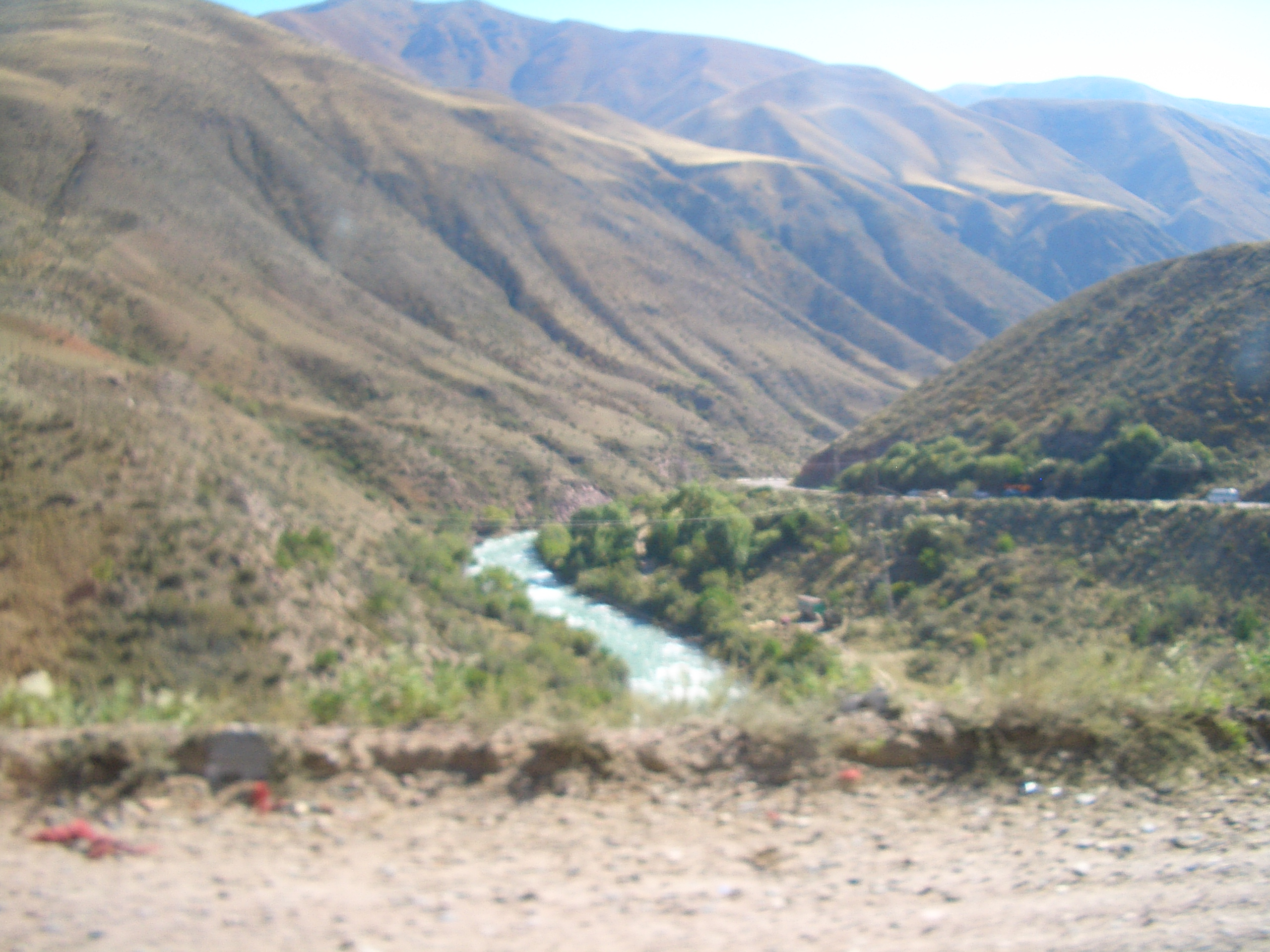
Der Fluss Tschüi, wo er die Boom-Schlucht verlässt und in das Tschüi-Tal eintritt

Die Boom-Schlucht (Schnürsenkel-Schlucht, kirgisisch Боом капчыгайы Boom kaptschygajy, russisch Боомское ущелье Boómskoje uschtschélje) ist ein enges Flusstal im Norden von Kirgisistan, in den Oblasten Tschüi und Yssyk-Köl.
Die Schlucht durchschneidet, in allgemein süd-nördlicher Richtung, eine Gebirgskette des Tian Shan-Hochgebirges: westlich der Schlucht erstreckt sich das Kirgisische Gebirge (auch Kirgisischer Alatau genannt; kirgisisch Кыргыз Ала-Тоо), östlich der Kungej-Alatau (kirgisisch Күнгөй Ала-Тоо).
Der am Südostfuß des Kirgisischen Gebirges aus der Vereinigung seiner Quellflüsse Dschoon-Aryk und Kotschkor entstehende Fluss Tschüi (kirgisisch Чүй) windet sich auf einer Strecke von etwa 60 km durch die Boom-Schlucht, bis er etwa 10 km östlich von Kemin in das sich danach allmählich verbreiternde, flache Tschüital eintritt.
Sowohl die Nationalstraße A 365 von Bischkek über Kant, Tokmok und Kemin nach Balyktschy am westlichen Ende des Yssyk-Köl-Sees als auch die Bahnstrecke Bischkek–Balyktschy folgen dem Fluss durch die Boom-Schlucht.